# Kalkofen (Naila)
Kalkofen ist ein Gemeindeteil der Stadt Naila im oberfränkischen Landkreis Hof in Bayern. Kalkofen liegt in der Gemarkung Naila.

## Geografie
Der Weiler liegt im Gewerbegebiet West der Stadt Naila mit wenigen Freiflächen in unmittelbarer Nähe. Im Westen grenzt eine Weiherkette an. Unmittelbar nördlich führt eine Hochspannungsleitung vorbei. Im Südosten gibt es einen ehemaligen Steinbruch, der als Naturdenkmal ausgezeichnet ist. Eine Anliegerweg führt 150 Meter nördlich nach Reutberg.

## Geschichte
Kalkofen wurde im Jahr 1502 erstmals schriftlich erwähnt. Es wurde dort – dem Ortsnamen entsprechend – Kalk abgebaut und in zwei Kalköfen gebrannt. In den Bayreuther Standbüchern heißt es, dass die Bewohner „ufn kalkofen und vorm puhel“ von der Zahlung des Zehnts ausgenommen sind.
Von 1797 bis 1810 unterstand Kalkofen dem Justiz- und Kammeramt Naila. Infolge des Ersten Gemeindeedikts wurde Kalkofen dem 1812 gebildeten Steuerdistrikt Naila und der zugleich entstandenen Munizipalgemeinde Naila zugewiesen.

### Einwohnerentwicklung
| Jahr      | 1861  | 1871   | 1885   | 1900   | 1925   | 1950   | 1961   | 1970   | 1987  |
| Einwohner | 17    | 10     | 27     | 13     | 13     | 12     | 9      | 14     | 13    |
| Häuser    |       |        | 2      | 2      | 2      | 2      | 2      |        | 3     |
| Quelle    | [ 9 ] | [ 10 ] | [ 11 ] | [ 12 ] | [ 13 ] | [ 14 ] | [ 15 ] | [ 16 ] | [ 1 ] |

## Religion
Kalkofen ist seit der Reformation evangelisch-lutherisch geprägt und bis heute in die Stadtkirche Naila gepfarrt.